# Katarzyna del Ricci

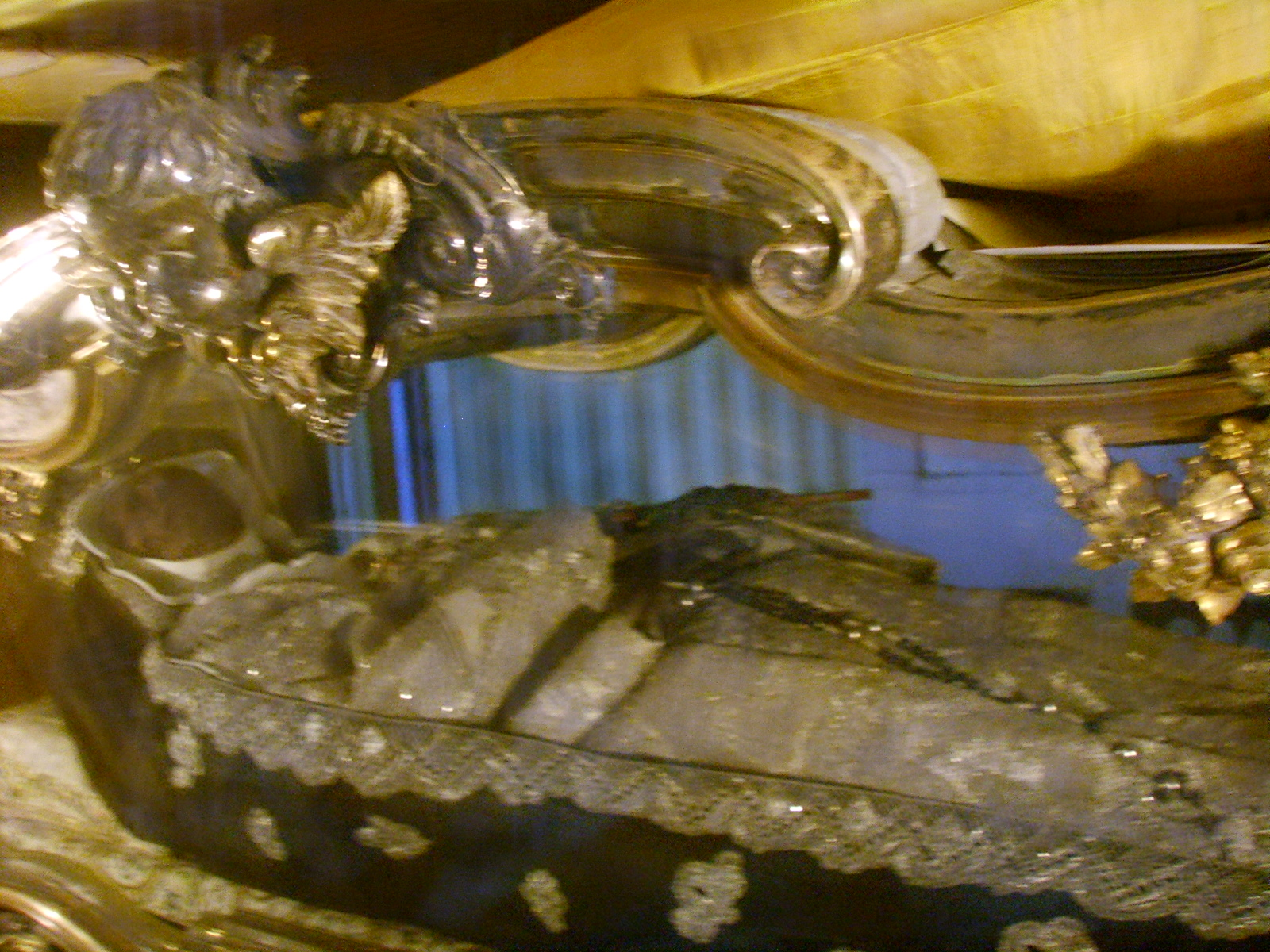
Relikwie św. Katarzyny w del Ricci,
bazylika św. Wincentego i Katarzyny del Ricci w Prato

Katarzyna de’ Ricci, właśc. Alessandra Lucrezia Romola (ur. 23 kwietnia 1522 we Florencji, zm. 2 lutego 1590 w Prato) – święta Kościoła katolickiego, mistyczka, wizjonerka, stygmatyczka.

## Życiorys
Alessandra Lucrezia Romola urodziła się jako córka Piotra Ricci, naczelnika republiki florenckiej i Katarzyny Panzaro dei Firidolfi. Po śmierci matki wychowywała się w klasztorze benedyktynek, w wieku 12 lat wstąpiła do klasztoru dominikanek w Prato i przyjęła imię zakonne Katarzyna. Wkrótce po wstąpieniu do dominikanek została wiceprzełożoną, a w wieku 30 lat przełożoną zgromadzenia. Od lutego 1542 do 1554 roku przeżywała cotygodniowe stygmaty, trwające zwykle od południa w każdy czwartek do wczesnego ranka w każdy piątek. Była autorką listów i traktatów ascetycznych, korespondowała z św. Filipem Neri, św. Karolem Boromeuszem i św. Marią Magdaleną Pazzi.

## Kult
Katarzyna de’ Ricci została beatyfikowana przez papieża Klemensa XII 23 października 1732 roku, kanonizowana przez Benedykta XIV 29 czerwca 1746.
Jej wspomnienie liturgiczne w kościele katolickim obchodzone jest 4 lutego.
Patronuje Prato, wytwórcom fajek i handlarzom wyrobów tytoniowych.